# ترتيب كلي
في نظرية المجموعات، الترتيب الكلي، وقد يسمى الترتيب الخطي أوالترتيب البسيط أوالترتيب (غير القطعي), هو علاقة ثنائية, (يرمز إليها هنا ب ≤) معرفة على مجموعة X ما،.